# Staatstheater für junge Zuschauer der Lettischen Sozialistischen Sowjetrepublik

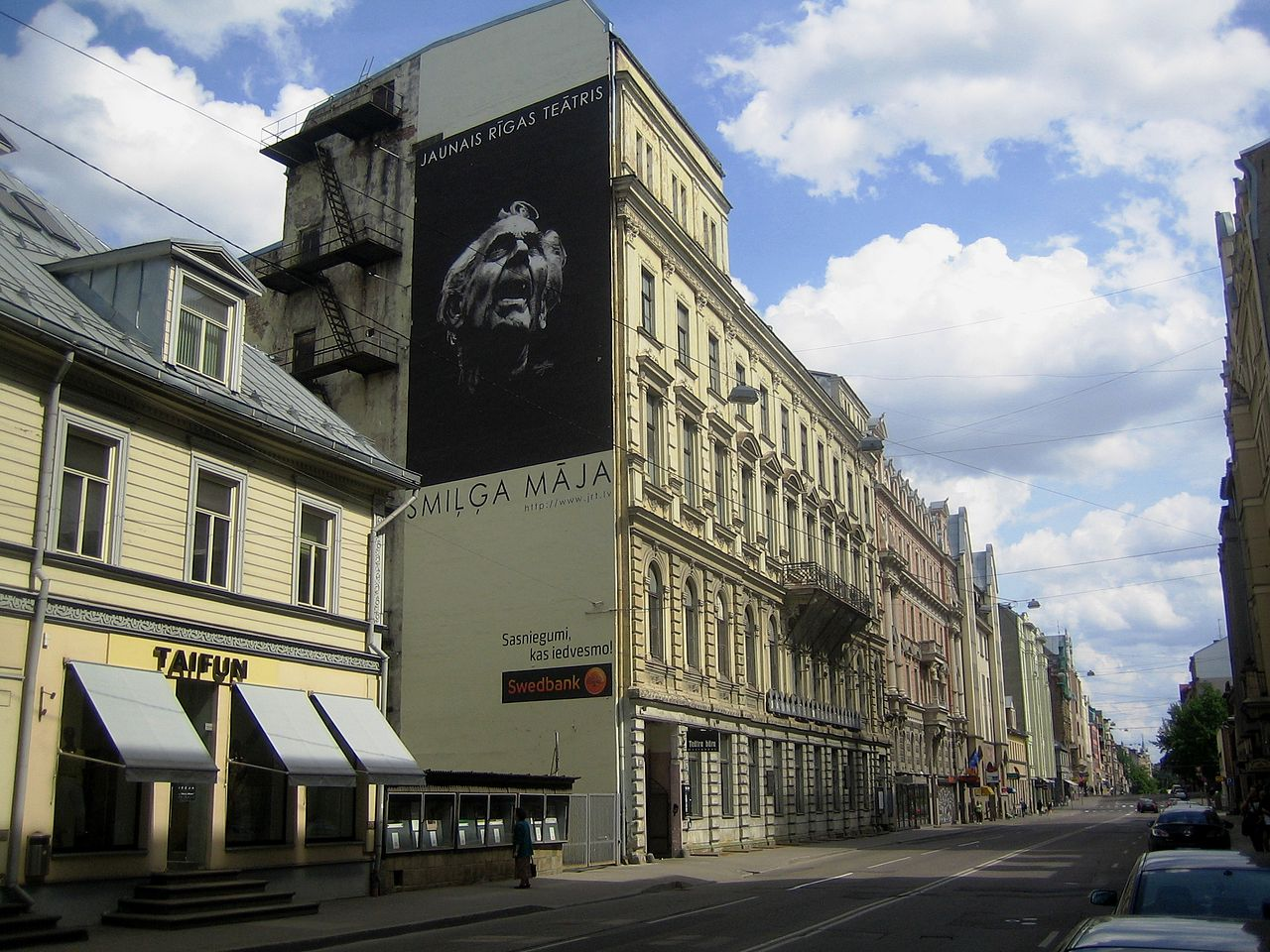
Ehemaliges Theatergebäude des Staatstheaters für junge Zuschauer in der Bärentöterstraße 25 im Jahr 2015

Das Staatstheater für junge Zuschauer der Lettischen Sozialistischen Sowjetrepublik (lettisch Latvijas PSR Valsts Jaunatnes teātris) war ein Schauspielhaus. Es wurde im Jahre 1941 in Riga gegründet und 1992 zugunsten des Neuen Rigaer Theaters aufgelöst.

## Geschichte
Das Theater wurde kurz nach der Gründung der Lettischen Sozialistischen Sowjetrepublik (LSSR oder LATSSR) eröffnet. Die ersten Regisseure waren Rūdolfs Baltaisvilks und Emīlija Viesture. Außerdem wurde Baltaisvilks zum Direktor und künstlerischem Leiter des Theaters berufen. Mitbegründerin war außerdem Marija Miezīte, die später als Leiterin der Repertoireabteilung und des Ensembles tätig war.
Während des Zweiten Weltkrieges pausierte der Theaterbetrieb. Er wurde nach der Befreiung Rigas wieder aufgenommen.
Ab 1946 gab es im Theater zwei Ensembles – ein lettisches und ein russisches Ensemble, die in separaten Aufführungen auftraten.
Im Jahr 1955 wurde das Theater umbenannt und trug fortan den Namen des Jugendbundes Leninskij Komsomol. Im Jahre 1969 wurde das Theater mit dem Ehrenzeichen der Sowjetunion ausgezeichnet.
Von 1989 bis 1992 hieß es "Das Jugendtheater". Nach der Unterzeichnung des Vertrags über die Umwandlung im Jahr 1992 löste sich das Jugendtheater in seiner bisherigen Form auf. Die Räumlichkeiten in der Bärentöterstraße (Lāčplēša ielā) 25 übernahm das Neue Rigaer Theater.

## Hauptregisseure des Theaters
- 1941 — Rūdolfs Baltaisvilks
- 1945 — Theodor Kugrens
- 1946–1954 — Boriss Praudiņš
- 1955–1959 — Pawel Chomski
- 1959–1961 — Wladimir Malankin
- 1964–1992 — Adolf Schapiro

## Gastspielreisen
- 1958 — Staatliches russisches Puschkin-Schauspielhaus Charkow
- Von 8. bis 30. Juni 1963 — Staatliches russisches Puschkin-Schauspielhaus Charkow
- Von 18. bis 26. Januar 1975 — Leningrad
- Von 25. September bis 9. Oktober 1984 — Moskauer Theater Sowremennik